# Mukarrib
Mukarrib (altsüdarabisch mkrb) war ein altsüdarabischer Amtstitel, der von altsüdarabischen Herrschern alternativ zum Titel malik („König“) getragen wurde. 
Der Titel Mukarrib gehört etymologisch möglicherweise zu einer Wurzel krb „(einen Befehl) ausführen“ (?), Albert Jamme leitete ihn dagegen von krb „flechten“ ab. Trotz dieser Etymologien ist die Funktion des Mukarribs und insbesondere der Unterschied zwischen den Titeln „Mukarrib“ und „König“ noch nicht gesichert.
Die frühesten Mukarribe finden sich in Saba, dessen Herrscher vom Beginn der schriftlichen Überlieferung im 8. Jahrhundert v. Chr. beginnend mit Karib'il I., bis kurz vor dem Verlust der Hegemonie über große Teile Südarabiens im späten 5. Jahrhundert v. Chr. diesen Titel trugen. Auch Dhakar'il Lihyan von Ausan, der vermutlich um 700 v. Chr. regierte, war Mukarrib. Nur wenige Jahrzehnte nachdem die sabäischen Herrscher den Titel „Mukarrib“ abgelegt hatten, nahmen die Könige von Qataban für fünf Generation diesen Titel an. Auch Yashhur'il Yuhar'ish, der um Christi Geburt im Hadramaut herrschte, nannte sich „Mukarrib“. In Ma'in gab es dagegen keine Mukarribe, wohl aber im von Saba beeinflussten Reich Da’amot im heutigen Eritrea. Auffällig ist, dass der Titel Mukarrib nur in Herrscherinschriften erscheint, während Untertanen und feindliche Herrscher fremde Mukarribe als „Könige“ bezeichneten.
Besonders in Qataban nahm der Mukarrib priesterliche Funktionen wahr und trug priesterliche Titel: Er war Priester des Reichsgottes Amm und verwaltete das Tempelvermögen. In Saba vollzog der Mukarrib den Bundesschluss, bei dem offenbar bestimmten Gemeinden Götter oder Patrone zugeordnet wurden, eine Zeremonie, die von den Trägern des Königstitels nicht vollzogen wurde.
Aufgrund der offensichtlichen kultischen Funktionen der Mukarribe schlug Nikolaus Rhodokanakis eine Übersetzung mit „Priesterkönig“ vor, die lange Bestand hatte. Spätere Forscher lehnten dagegen eine rein sakrale Interpretation ab und schlugen stattdessen eine Übersetzung mit „Vereiniger (des Landes)“ vor. Die Aufgabe des Mukarribs sei also gewesen, die Stämme seines Reichsgebietes unter seiner Herrschaft zu vereinigen. Maria Höfner bezog dagegen eine vermittelnde Position: In einem theokratisch geprägten Staatswesen habe es letztlich keinen Unterschied zwischen sakralen und profanen Handlungen gegeben, weshalb die stark sakrale Deutung Rhodokanakis' überflüssig sei.